# International Tennis Open
International Tennis Open is een videospel dat werd ontwikkeld door Infogrames en uitgegeven door Philips. Het spel kwam in 1992 uit voor de Cd-i en later voor andere platforms. Met het spel kan de speler tennis spelen. Het is mogelijk om een groot toernooi te spelen op gravel, gras of hardcourt. Het spel omvat negen landen. Een toernooi duurt drie rondes en kan zowel enkel als als dubbel worden gespeeld.
Het spel kent verschillende modi:
- Match: losse wedstrijd spelen
- Tournament: toernooi spelen
- Training: tegen een ballenmachine oefenen voor een wedstrijd

## Platforms
| Jaar | Platform  |
| ---- | --------- |
| 1992 | CD-i      |
| 1994 | DOS       |
| 1995 | Macintosh |
| 2001 | Windows   |

## Ontvangst
| Beoordeeld door                      | Jaar | Platform  | Score |
| ------------------------------------ | ---- | --------- | ----- |
| GamePro (US)                         | 1994 | CD-i      | 100%  |
| Video Games & Computer Entertainment | 1994 | CD-i      | 100%  |
| PC Gamer                             | 1994 | DOS       | 83%   |
| PC Games (Duitsland)                 | 1994 | DOS       | 82%   |
| High Score                           | 1995 | Macintosh | 80%   |
| PC Joker                             | 1994 | DOS       | 78%   |
| Power Play                           | 1994 | DOS       | 72%   |
| Génération 4                         | 1995 | Macintosh | 66%   |
| PC Player (Duitsland)                | 1994 | DOS       | 38%   |
| Defunct Games                        | 2006 | CD-i      | 20%   |